# ماكسيم بريلولت
ماكسيم بريلولت (25 أبريل 1983 بتور في فرنسا - ) (بالفرنسية: Maxime Brillault)‏ هو لاعب كرة قدم فرنسي في مركز الدفاع. لعب مع ستاد رين ونادي أميين ونادي أورليانز ونادي بريست ونادي رويال شارلروا ونادي فان ونادي ليبورن ونادي نيور.

## روابط خارجية
- ماكسيم بريلولت على موقع رابطة كرة القدم الفرنسية للمحترفين (الإنجليزية)
- ماكسيم بريلولت على موقع قاعدة بيانات كرة القدم.إي يو (الإنجليزية)
- ماكسيم بريلولت على موقع ليكيب (الفرنسية)
- ماكسيم بريلولت على موقع Soccerway.com (الإنجليزية)
- ماكسيم بريلولت على موقع عالم كرة القدم.نت (الإنجليزية)